# Aktiv hushållning
Aktiv hushållning var svensk statlig byrå för konsumentupplysning.
Aktiv hushållning grundades 1940 och var del av den dåtida kristidsförvaltningen med syfte var att underlätta hemmens anpassning till krishushållningen. Byrån, som leddes av Karin Kock, bedrev omfattande rådgivning och upplysningsverksamhet, angående bland annat mathållning, klädvård och klädinköp, dels i  medierna, dels genom egna publikationer. Byrån uppgick 1954 i Hemmens forskningsinstitut.